# فرودگاه ساندوسکای گریفینگ
فرودگاه ساندوسکای گریفینگ (به انگلیسی: Griffing Sandusky Airport) یک فرودگاه همگانی بهره‌برداری هوایی با کد یاتا SKY است که یک باند فرود آسفالت دارد و طول باند آن ۷۹۰ متر است. این فرودگاه در کشور ایالات متحده آمریکا قرار دارد و در ارتفاع ۱۷۷ متری از سطح دریا واقع شده است.